# Il mistero della città fantasma
Il mistero della città fantasma è un romanzo giallo per ragazzi del 2007 scritto da Domenica Luciani. Lo spunto della storia nasce dalle vacanze giovanili dell'autrice in un paesino toscano.

## Trama
Il protagonista e narratore della storia è Gaspare, un tredicenne fiorentino che viene invitato dal pestifero compagno di banco Bruno a trascorrere le vacanze estive dai nonni, nel paese (fittizio) di Budrecchio, nella valle del Mugello in Toscana, più precisamente alla Nipitella, la tenuta gestita dai nonni. Gaspare accetta più che altro perché spera di conquistare la sorella di Bruno, Celeste, ma scopre che è già fidanzata con Axel, un aitante ragazzo tedesco figlio dei signori Kirschbaum, proprietari dell'Agriturismo degli Dei poco distante dalla Nipitella.
Una sera Alceste e Gertude organizzano la consueta veglia mensile, stavolta raccontando una storia dell'orrore che riguarda Budrecchio di Sopra, una frazione del paese devastata da un potente terremoto e sulla quale aleggiano molte leggende: la più popolare e terrificante di esse vuole che nel paese ormai deserto si aggiri il fantasma di un arrotino ambulante che canticchiava «Arrotino, arroto e filo, vi riporto tutto a nuovo e ogni lama dopo provo» e che oltre 70 anni prima compì atroci delitti uccidendo a colpi di lama quattro bambini; condannato all'ergastolo, la notte stessa in cui andò in prigione venne linciato dagli altri carcerati per aver fatto del male a dei bambini. Lo stesso Alceste dichiara di essersi fermato nei pressi di Budrecchio di Sopra dieci anni prima a causa dell'auto in panne e di aver visto il fantasma dell'Orribile Arrotino al ponticello sul fosso. Gli uditori del racconto sono Gaspare, Bruno, Celeste, il farmacista Mariano, Axel e i suoi genitori, il cacciatore e cuoco dell'agriturismo Uccio, la proprietaria dello spaccio del paese Cesira, la tintora Marisa e la perpetua della chiesa signorina Alotti.
Il giorno dopo Gaspare, appassionato di storie dell'orrore, esplora in segreto Budrecchio di Sopra con Bruno, il quale spiega essere diventata una città fantasma quando, a seguito del terremoto, gli abitanti si trasferirono in massa a Budrecchio di Sotto. Lì incontrano anche Celeste e Axel, e più tardi il quartetto scopre che davanti a una macelleria, la cui entrata è bloccata da una saracinesca, c'è un gancio da cui gocciola sangue. Sulla via del ritorno, Celeste racconta a Gaspare che alcuni anni prima lassù un cercatore di funghi del posto è morto per il morso di una vipera, e che di giorno Budrecchio di Sopra ne è praticamente infestata.
Gaspare decide di risolvere il mistero della macelleria e di scoprire qualche dettaglio in più in merito alle storie che girano sullo spettro dell'Orribile Arrotino, facendosi accompagnare da Bruno. Incontrano per prima Cesira, che Gaspare scopre essere la vedova dell'uomo morto per il morso di una vipera, e che rivela loro che qualche giorno prima il cugino di un suo cognato che fa la guardia forestale ha rinvenuto una scia di liquido rosso lunga un chilometro sulla carreggiata verso Budrecchio di Sopra, a partire dal ponticello sul fosso. La signorina Alotti invece spiega che fu un suo prozio secondino a trovare l'arrotino impiccato nella sua cella, e che fu sempre lui a spargerne le ceneri sul fosso perché gli abitanti inferociti non volevano che fosse seppellito nel cimitero; specifica inoltre che il fantasma appare a chi deve pentirsi di qualche comportamento «non molto lodevole». Axel spiega che la notte precedente, dopo la veglia, suo padre ha osservato col binocolo una parte di Budrecchio di Sopra visibile dalla terrazza sul tetto dell'agriturismo, e ha notato una luce rotonda danzare vicino alle mura, la cui forma rimanda alla luna di carta appesa al carro dell'arrotino.
Il gruppo ritorna a Budrecchio di Sopra, pensando che qualcuno sia riuscito a intrufolarsi nella macelleria. Dopo aver provato inutilmente a scardinare la saracinesca e dopo aver fatto ipotesi sull'origine del sangue sul gancio, prima di tornare in paese Gaspare propone di giocare a nascondino. Gaspare entra in un appartamento al primo piano sopra il negozio di un barbiere dove, accanto al vano dell'entrata, trova una porta stranamente chiusa a chiave e una tenda scura alla finestra ancora in buone condizioni. Gaspare osserva dalla finestra e vede che Bruno, Axel e Celeste sono tutti in strada, così si fa prendere dal panico nel vedere la lama affilata di un coltello fuoriscire da sotto quella porta; temendo per la propria vita, il ragazzo si lancia dalla finestra e cade procurandosi una contusione al malleolo che viene curata da Mariano, che è anche medico generico, al quale Axel racconta che Gaspare è caduto dal suo scooter. Il quartetto cerca su internet alcuni approfondimenti sull'arrotino, il cui vero nome era Aurelio Coppini e che prima di essere arrestato aveva svolto un incarico presso la macelleria in cui loro stessi avevano provato a entrare.
Il mattino dopo, Alceste convoca i ragazzi per rimproverarli dato che qualcuno gli ha riferito delle loro incursioni a Budrecchio di Sopra. I ragazzi sono quindi certi che un estraneo li abbia visti sulla strada per la città fantasma, sicuramente per impedire loro di tornarci così da poter agire indisturbato.
Annette, sorella minore di Axel e coetanea di Bruno e Gaspare, attualmente in vacanza in Germania, tramite e-mail suggerisce al fratello di cercare nella sezione locale della biblioteca comunale per trovare maggiori informazioni oltre ai fatti di cronaca già noti. Per non destare troppi sospetti in Alceste, Gaspare decide di andarci da solo: dopo aver effettuato l'iscrizione sul registro (scoprendo che nel mese di luglio si sono iscritte solo altre tre persone), il bibliotecario lo accompagna a recuperare il volume con le testimonianze delle apparizioni, ma scoprono che qualcuno lo ha rubato.
Gaspare prova a parlare con la tintora Marisa, ma dopo averla vista discutere con un uomo vestito di nero e sentendo nominare la strada per Budrecchio di Sopra, fila via in tutta fretta con Bruno. Axel scopre che qualcuno ha violato la sua privacy ficcanandando nella sua corrispondenza per e-mail con la sorella.
Nella notte Alceste ha un tremendo attacco di coliche renali e viene portato in ospedale. I ragazzi si divertono e si strafogano di pop-corn e limoncello, ma poi si accorgono di non essere soli e, giunti alla rimessa, scoprono una pozza di sangue fresco con alcune piume, una falce fienaia conficcata nella parete esterna e un messaggio scritto sul vetro polveroso della finestra: «Lasciatemi riposare in pace nella città fantasma, o proverò questa lama su di voi. A.C.». Gaspare ricopia scrupolosamente sul taccuino la calligrafia del messaggio, caratterizzata da un buffo accento col ricciolo, perché colto da una strana premonizione. Il mattino seguente scoprono che la pozza di sangue, la scia, la falce e il messaggio sul vetro polveroso sono tutti spariti. Dato che Gertude dovrà trattenersi più del previsto, i ragazzi vengono ospitati dai genitori di Axel nel loro agriturismo.
Il quartetto torna nell'appartamento sopra il negozio del barbiere dove Gaspare si era nascosto quando avevano giocato a nascondino, scoprendo che la porta vicina al vano è aperta, ma oltre di essa non trovano nulla di significativo: solo una cucina, una sala da pranzo e un bagno. Di notte, Gaspare rimugina su cosa non gli torna in quella stanza, e rileggendo gli appunti presi nei giorni precedenti gli salta all'occhio la sequenza di tre nomi che aveva annotato dopo la sua visita in biblioteca, ricollegandone uno a un evento occorso qualche giorno prima: torna quindi alla biblioteca, dove confronta la calligrafia della firma in questione con quella annotata sul taccuino, sciogliendo ogni dubbio. Questa certezza viene rinforzata dopo una visita alla farmacia di Mariano e una allo spaccio di Cesira, dove c'è anche un espositore di scherzi e altri effetti speciali per le feste. Invece la tintoria di Marisa è momentaneamente chiusa perché la donna ha dovuto fare una deposizione ai carabinieri per aver mandato all'ospedale il marito dopo averlo sorpreso con l'amante più giovane di lei di vent'anni: infatti, l'uomo vestito di nero con cui Marisa aveva parlato era un investigatore da lei assunto per pedinare il marito fedifrago. 
Siccome Alceste tornerà a casa il giorno seguente, il gruppo decide di sfruttare l'ultima sera utile e di tornare subito a Budrecchio di Sopra per verificare le conclusioni tratte da Gaspare, e, poiché sia le bici che lo scooter di Axel sono stati sabotati, partono col trattore nuovo di zecca di Alceste. Il gruppo viene attirato nella sala cinematografica da una luce e una ninna-nanna: qui i ragazzi assistono a un'apparizione dell'Orribile Arrotino che in realtà non è altro che il risultato di rozze figure dipinte a mano con l'inchiostro nero su vetrini che scorrono automaticamente davanti a una lampadina, il tutto ingrandito da un sistema di lenti; la musica invece proviene dalla lanterna magica di Axel di quand'era piccino, cosa piuttosto strana dato che era sepolta in un baule nella soffitta dell'agriturismo.
Grazie a un'intuizione avuta poche ore prima, nell'appartamento segreto Gaspare individua una botola, oltre la quale il gruppo giunge nel retrobottega della macelleria, dove si trovano una stampante di grandi dimensioni e innumerevoli mucchi di banconote da cinquanta euro: si tratta infatti del laboratorio segreto di un falsario, in cui l'energia è garantita da un gruppo elettrogeno. La lampada fatta a disco che il falsario aveva usato per rischiararsi la strada era ciò che il padre di Alex pensava essere la lanterna di carta dell'Orribile Arrotino; in più, la pista rossa trovata dal parente di Cesira era causata da una cartuccia che perdeva l'inchiostro rosso indispensabile per stampare banconote da cinquanta euro, che sono le più facili da far circolare, e per una curiosa fatalità l'incidente è avvenuto proprio all'altezza del ponticello maledetto, dal cassone forato di un vecchio Ape Piaggio. Ormai l'identità del falsario è chiara, e Gaspare spalanca la porta della cella frigorifera dove si è nascosto.
Con le mani legate da una corda, Uccio giustifica la sua presenza dicendo di essere stato immobilizzato dai veri falsari sui quali stava indagando da tempo, che sono fuggiti con una valigetta col malloppo, ma Gaspare, sapendo che è stato lui a fare la spia ad Alceste, non ci casca e snocciola pari pari tutto quello che ha scoperto sul suo conto: che Pino Braganò, suo vero nome, in passato è stato un tipografo, un ottimo biglietto da visita per un falsario; che è stato l'unico a parte Axel ad aver comprato un siero antivipera alla farmacia di Mariano in tutto il mese di luglio; che la calligrafia della sua firma sul registro delle iscrizioni in biblioteca è identica in tutto e per tutto a quella del messaggio fantasmagorico lasciato sul retro della finestra della rimessa dove, sfruttando l'agilità ottenuta come ex insegnante di ginnastica, non si è fatto notare; che è stato lui a rubare il libro sulle apparizioni dell'Orribile Arrotino per documentarsi alla perfezione, dopo aver letto la conversazione tra Axel e sua sorella Annette riguardo la sezione di folclore locale della biblioteca (infatti quel giorno solo lui e i signori Kirschbaum avevano accesso alle camere); inoltre questa stessa notte lui si era nascosto nell'armadio della stanza dove Gaspare alloggiava, così ha potuto ascoltare i loro progetti sull'ultima spedizione e anticiparli sabotando i loro mezzi, allestendo lo spettacolino cinematografico, per poi fiondarsi nel retrobottega e inscenando quella pantomima nel caso fosse stato comunque scoperto; inoltre, il sangue sul gancio che avevano trovato davanti alla macelleria proveniva dalla selvaggina catturata da lui poco prima del loro arrivo e che non aveva fatto in tempo a pulire. Gaspare espone anche le incongruenze con le presunte apparizioni dell'Orribile Arrotino e quelle orchestrate per l'occasione da Uccio. All'improvviso Uccio balza in piedi, afferra Celeste e le punta un coltello a serramanico contro la gola, intimando gli altri di non provare a fermarlo e obbligandoli ad accompagnarlo fino al suo Ape.
Bruno fa inciampare Uccio, e Axel, esperto di kickboxing, ne approfitta per metterlo KO e legargli le mani con la propria cintura; Gaspare chiama quindi i carabinieri di Budrecchio di Sotto, i quali arrestano prontamente Uccio. Mentre i ragazzi tornano a casa, però, si accorgono che Bruno non c'è; tornando indietro lo trovano sul parapetto del ponticello maledetto mentre getta nel fosso tutte le banconote della valigetta: dopo aver detto con lo sguardo allucinato di aver gettato le banconote perché altrimenti l'Orribile Arrotino non se ne sarebbe andato, Bruno perde i sensi.
Il mattino seguente, la notizia dell'arresto del falsario è messa in grande evidenza sull'articolo di cronaca locale del giornale. Alceste, dopo aver ascoltato i ragazzi, rivela il motivo per cui dieci anni prima ha visto il fantasma dell'Orribile Arrotino: quando aveva diciotto anni e sognava di avere una fattoria tutta sia, la notte dopo il terribile terremoto a Budrecchio di Sopra si intrufolò di soppiatto nell'oreficeria del corso facendo saltare in aria la cassaforte con una carica di dinamite; nonostante il benessere raggiunto, certe notti non riusciva a dormire dal rimorso di quello che aveva fatto, e dopo quell'apparizione vendé tutto quello che aveva per rifondere il povero orafo e cominciò a elargire gran parte di quel che guadagna in beneficenza; si costituì, ma il furto era ormai roba stagionata, e quando il commissario seppe che comunque aveva già ampiamente rimborsato l'orafo gli fece solo a pagare un'ammenda. A quel punto, Bruno si risveglia e conferma di aver visto l'Orribile Arrotino.
Bruno racconta di aver fatto inciampare Uccio e di averlo tramortito non per salvare sua sorella, ma perché non voleva restituirgli la valigetta con i soldi. Mentre erano arrivati i carabinieri, lui era riuscito a occultare la valigetta dentro l'Ape di Uccio, dopodiché, approfittando della sovraeccitazione degli altri durante il viaggio di ritorno in trattore, è tornato indietro nascondendosi nel capannone dove era parcheggiato il furgoncino del cuoco, pensando di scappare con il malloppo; a qualche metro dal ponte, però, il furgoncino si è spento e così lui, infuriato, ha agguantato la valigetta e ha sferrato un calcio al cassone, ed è stato allora ha sentito quell'abominevole canzone: ha provato un terrore pazzesco, si è voltato e ha visto la raccapricciante apparizione dell'Orribile Arrotino, e i soli scarponi del fantasma hanno inseguito Bruno fino alla spalletta del ponte così lui, preso dalla disperazione, per sbarazzarsi da quell'incubo ha buttato la malefica refurtiva nel fosso. Solo allora il fantasma è scomparso, e gli scarponi per ultimi, a passo di marcia.
Bruno ormai è diventato un ragazzo volenteroso e di buon carattere, e dichiara di voler riparare alle cattive azioni compiute (tutti quelli che vedono lo spettro dell'Orribile Arrotino cambiano per sempre carattere, in meglio). Intanto Gaspare ha perso ogni interesse per Celeste, considerandola troppo fifona e piagnucolosa. A festeggiare con la famiglia arriva anche Annette, la sorella di Axel, appena tornata dalla Germania, e Gaspare ne rimane istantaneamente attratto, sia per la grande bellezza che per il carattere deciso; dal canto suo, anche Annette è affascinata dal coraggio e dalla «bellezza latina» di Gaspare. Quest'ultimo accetta dunque la proposta di Bruno di rimanere ancora due settimane, e Bruno ne è entusiasta perché così l'amico parteciperà anche alla veglia di agosto.

## Edizioni
- Domenica Luciani, Il mistero della città fantasma, illustrazioni di Roberto Luciani, Firenze, Giunti Editore, 2007, ISBN 9788809053090.
- Domenica Luciani, Il mistero della città fantasma, illustrazioni di Roberto Luciani, Firenze, Giunti Editore, 2011, ISBN 9788809755574.
- Domenica Luciani, Il mistero della città fantasma, illustrazioni di Roberto Luciani, Firenze, Giunti Editore, 2019, ISBN 9788809874213.